# مينا ريتشاردز
مينا ريتشاردز (بالإنجليزية: Menna Richards)‏ هي صحفية بريطانية، ولدت في 1953 في Maesteg ‏ في المملكة المتحدة.